# Albert Dohmen
Albert Dohmen  (* 17. Juni 1956 in Krefeld) ist ein deutscher Opernsänger (Bassbariton).

## Leben
Dohmen wirkte bereits in Kinderrollen bei Opernaufführungen mit. Von 1970 bis 1974 studierte er Oboe in Essen. 1976 gewann er den Ersten Preis beim Bundeswettbewerb Gesang in Berlin. Dohmen studierte dann zunächst von 1976 bis 1982 Rechtswissenschaften an der Universität zu Köln. Er erhielt privat Gesangsunterricht bei der Sopranistin Gladys Kuchta. 1982 kam er als Solist an das Opernstudio der Deutschen Oper am Rhein und war dann von 1984 bis 1985 Solist an diesem Haus. 1986 wechselte er an das Hessische Staatstheater Wiesbaden. Seit 1991 ist Dohmen freischaffend tätig.
Sein internationaler Durchbruch gelang ihm 1997 mit der Titelpartie in Wozzeck unter der Leitung von Claudio Abbado und den Berliner Philharmonikern bei den Salzburger Osterfestspielen unter der Regie von Peter Stein. Danach sang er unter Dirigenten wie: Sir Georg Solti, Giuseppe Sinopoli, Kurt Masur, Lorin Maazel, Zubin Mehta, James Levine, Georges Prêtre, Marek Janowski und Michel Plasson. Dohmen gilt als einer der führenden Interpreten der Rolle des Wotan in Richard Wagners Opern-Tetralogie Der Ring des Nibelungen. Er sang diese Partie in kompletten Ring-Zyklen unter anderem am Grand Theatre de Geneve, an der Nederlandse Opera Amsterdam, der Deutschen Oper Berlin, der Wiener Staatsoper und von 2007 bis 2010 unter der Leitung von Christian Thielemann bei den Bayreuther Festspielen, 2009 unter der Leitung von James Levine an der Metropolitan Opera, 2011 an der Wiener Staatsoper wiederum unter Christian Thielemann und 2012 an der Hamburger Staatsoper. 
Im Jahr 2010 erfolgte in Genf sein Debüt im Wagnerschen Bassfach als Gurnemanz. Danach sang er beim Maggio Musicale unter der Leitung von Zubin Mehta erstmals die Partie des Barak in Die Frau ohne Schatten. Diese beiden Partien beschreiben Dohmens weites gesangliches Spektrum. Dohmen gehört heute zu den weltweit gefragtesten Sängern im Wagner- und Strauss-Fach. Dohmen sang und singt an fast allen internationalen Opernhäusern: Wiener Staatsoper, Metropolitan Opera New York, Royal Opera House Covent Garden, Deutsche Oper Berlin, Staatsoper Unter den Linden, Bayerische Staatsoper in München, Teatro Real de Madrid, Opéra Bastille, Palau des Arts de Valencia, Théâtre Royal de la Monnaie in Brüssel, Nederlandse Opera Amsterdam und Bunkai Kaikan Tokyo.
Daneben gilt Albert Dohmen als einer „der“ Sachs-Interpreten seiner Generation. So hat er diese Partie in Genf und 2009 am Gran Teatre del Liceu in Barcelona gesungen und 2011 in der Berliner Philharmonie unter Marek Janowski. Seine Repertoireerweiterung ins Bassfach erfolgte 2010 mit dem Komtur (Il Commendatore) in einer Neuproduktion der Oper Don Giovanni an der Wiener Staatsoper und 2011 mit dem König Marke in  Tristan und Isolde unter Christoph Eschenbach in Paris. 2012 folgte eine weitere Repertoireerweiterung mit König Heinrich (Lohengrin) an der Deutschen Oper Berlin und dem Landgrafen (Tannhäuser und der Sängerkrieg auf Wartburg) in der Berliner Philharmonie unter Marek Janowski. Weitere Basspartien waren Graf Waldner in Arabella bei den Salzburger Osterfestspielen 2014 unter Christian Thielemann und anschließend an der Semperoper in Dresden, als auch König Marke an der Wiener Staatsoper und in einer konzertanten Aufführung in Moskau unter der Leitung von Vladimir Jurowski. Am Gran Teatre del Liceu in Barcelona sang Dohmen Wotan/Wanderer in Wagners Der Ring des Nibelungen: 2013 Das Rheingold, 2014 Die Walküre und 2015 Siegfried. Im Sommer 2015 trat Albert Dohmen als Alberich bei den Bayreuther Festspielen auf; diese Rolle sang er dort auch im Jahre 2016 unter der musikalischen Leitung von Marek Janowski. 2017 sang er u. a. den Pogner in Die Meistersinger von Nürnberg an der Scala di Milano und den König Marke in Tristan und Isolde am Gran Teatro del Liceu in Barcelona. 2022 trat Albert Dohmen bei den Bayreuther Festspielen als Landgraf (in Tannhäuser) und als Hagen in der Ring-Neuinszenierung von Valentin Schwarz auf. Er ist somit der einzige Sänger, der bei den Bayreuther Festspielen im Ring-Zyklus sowohl  alle Wotan- und alle Alberich-Partien und den Hagen gesungen hat.
Darüber hinaus hat Dohmen das konzertante Bassfach in fast allen renommierten Konzerthallen der Welt gesungen, so unter anderem in der Suntory Hall in Tokyo, in der Carnegie Hall in New York, in der Berliner Philharmonie, im Wiener Musikverein und Wiener Konzerthaus und im Concertgebouw Amsterdam. 
Seit 2007 gibt Dohmen ausgewählte Liederabende, wobei der Schwerpunkt auf der Romantik bzw. Postromantik liegt: Franz Schubert, Robert Schumann, Johannes Brahms, Hans Pfitzner, Richard Strauss, Franz Schreker, Hugo Wolf und Arnold Schönberg.